# Mahamat Abbo Sileck
Mahamat Abbo Sileck est un homme politique tchadien né en 1971[réf. nécessaire]. 

## Biographie
Porte-parole de l’ANR dirigée par le colonel Mahamat Garfa, Abo Sileck co-signe les accords de paix conclus à Libreville en janvier 2003 avec le gouvernement tchadien. Lorsque le colonel Garfa rejoint le gouvernement d’Idriss Deby, Mahamat Abbo Sileck refuse de rentrer au Tchad, estimant que ces accords de paix sont un jeu de dupe. Il prend alors la tête de l'Alliance nationale de la résistance (ANR) en octobre 2004 avec son cousin Mahamat Nour Abdelkerim.
Ce mouvement se divise ensuite lorsque Mahamat Nour Abdelkerim crée le 31 octobre 2005 un nouveau mouvement politico-militaire, dénommé le Rassemblement pour la démocratie et les libertés (RDL), en récupérant une partie des combattants de l’ANR.
Incarcéré en décembre 2005 au Soudanpendant plusieurs mois, Mahamat Abbo Sileck est notamment libéré grâce à la mobilisation de nombreux députés français. Il bénéficie en France du statut de réfugié politique pendant plusieurs années.
Il retourne au Tchad en 2022, après 32 ans d'exil en France.